# Jérémy Mérat
Pour les articles homonymes, voir Mérat.
Jérémy Mérat est un joueur français de volley-ball né le 10 avril 1988. Il mesure 1,93 m et joue réceptionneur-attaquant. 

## Clubs
| Club              | Pays   | De        | À         |
| ----------------- | ------ | --------- | --------- |
| Tours Volley-Ball | France | 2008-2009 | 2008-2009 |
| Club Alès CVB     | France | 2009-2010 | …         |

## Palmarès
Néant.